# A Room of One's Own
A Room of One's Own (1929) is een lang essay, gebaseerd op een lezingenreeks, van de Engelse auteur Virginia Woolf. In het essay leidt de fictieve ik-persoon haar lezers door een onderzoek naar de redenen waarom vrouwen in de geschiedenis klaarblijkelijk zo weinig hebben bereikt. Door te speculeren over het onvermijdelijk gedoemde leven van Shakespeares net zo geniale (fictieve) zus, laat Woolf zien dat de materiële omstandigheden van vrouwen het hun door de geschiedenis heen vaak onmogelijk maakten om hun potentieel te kunnen waarmaken. Het essay wordt daarom doorgaans beschouwd als een feministische tekst die pleit voor letterlijke en figuurlijke ruimte voor vrouwen.

## Historische context en publicatie
A Room of One’s Own is gebaseerd op twee papers die Woolf schreef naar aanleiding van lezingen aan Newnham College en Girton College aan de Universiteit van Cambridge in oktober 1928. Ze was gevraagd te spreken over ‘vrouwen en fictie’ en in maart 1929 werden de samengevoegde papers dan ook onder de naam ‘Women and Fiction’ in het Amerikaanse blad Forum gepubliceerd. In het najaar van 1929 werd het essay vervolgens gepubliceerd door de Hogarth Press, de uitgeverij van Virginia Woolf en haar man Leonard. De zus van Woolf, kunstenares Vanessa Bell, verzorgde de omslag.

## Thema’s

### Vrouwenonderwijs
De titel van het essay verwijst naar Woolfs veronderstelling dat materiële en financiële onafhankelijkheid, uitgedrukt in 500 pond per jaar en een ruimte om ongestoord in te kunnen werken, vereist zijn willen vrouwen hun potentieel kunnen waarmaken of überhaupt onbevangen kunnen nadenken. Het gebrek aan deze vrijheid heeft ertoe geleid dat vrouwen door de geschiedenis heen nooit de ruimte hebben gekregen om hun creativiteit te laten floreren. Tegelijkertijd verwijst de titel naar de persoonlijke en creatieve vrijheid die van fundamenteel belang zijn voor de artiest.
Woolfs vader, Sir Leslie Stephen, onderschreef net als veel tijdgenoten het idee dat formeel onderwijs alleen bestemd was voor jongens. In lezingen die ze hield voor een ontwikkeld vrouwenpubliek, benadrukt Woolf dan ook het belang van onderwijs voor meisjes en vrouwen. 

### Judith Shakespeare
In het essay mijmert Woolf over de mogelijkheden die een even getalenteerde zus van Shakespeare gehad zou hebben in haar leven. Door haar luisteraar/lezer aan de hand te nemen door het leven van deze fictieve zus, ‘Judith Shakespeare’, laat Woolf zien dat een vrouw met het talent van William Shakespeare in feite geen kans gehad zou hebben om dit te uiten. In het verhaal mag Judith, net als Woolf, niet naar school, krijgt ze een standje als ze een boek leest en wordt ze tot een huwelijk gedwongen. Ze loopt weg, maar ook dit loopt niet goed af. Op deze wijze illustreert Woolf het keurslijf waarin vrouwen gevangen zitten en dat hen belet om uiting te geven aan hun talenten. Terwijl William Shakespeare naam maakt, pleegt zijn zus uiteindelijk zelfmoord. 

### Vrouwelijke auteurs en mannelijke critici
In het essay etaleert en analyseert Woolf de geschiedenis van vrouwelijke auteurs zoals Aphra Behn, Charlotte en Emily Brontë, Jane Austen en George Eliot. Tevens besteedt ze aandacht aan de vrouwelijke wetenschapper en feminist Jane Ellen Harrison. Woolf citeert de visies van verschillende mannelijke critici op het (gebrek aan) kunnen van vrouwen en analyseert en nuanceert deze opinies. 

### De vier Mary’s
De spreker van het essay nodigt haar lezers uit haar Mary Beton, Mary Seton of Mary Carmichael te noemen waarmee ze verwijst naar de zestiende-eeuwse Schotse ballade ‘The Four Marys’ ofwel ‘Mary Hamilton’. Mary Beton wordt eerst geïdentificeerd als de spreker, later als de sprekers tante. Mary Seton wordt genoemd als vriendin van de spreker, Mary Carmichael als beginnende vrouwelijke auteur die schrijft over vrouwenvriendschap en vrouwenrelaties.

## Nalatenschap
A Room of One’s Own was hoogstwaarschijnlijk een van de inspiratiebronnen voor de Bechdeltest. Deze test wordt gebruikt om te toetsen hoe vrouwen in films en in andere media geportretteerd worden. Er wordt onder andere gekeken of vrouwenvriendschap los van een verhouding tot mannen wordt afgebeeld.
Een feministische en lgbt-boekenwinkel te Madison, Wisconsin draagt de naam van Woolfs essay. Tevens is het Canadese blad Room, dat zich richt op vrouwenkunst en literatuur, naar het essay vernoemd. Het nummer Shakespeare's sister van de The Smiths verwijst naar de bovenstaande Judith Shakespeare en ook het derde album van Two Nice Girls, 'Chloe Liked Olivia', is een verwijzing naar A Room of One’s Own. Dan is er tevens nog een vrouwenwerkplek te Singapore die de naam ‘Woolf Works’ draagt ter ere van het essay.